# Devil Hunter Yohko
Devil Hunter Yohko (яп. 魔物ハンター妖子 Мамоно Ханта: Ё:ко) — аниме в формате OVA режиссёра Кацухиса Ямада.

## Сюжет
Со времен древних богов семейство Мано сражается с демонами пытающимися захватить мир людей. Неожиданно для себя главная героиня, Ёко Мано становится их целью и узнаёт что она должна продолжить семейное дело. Впоследствии к ней присоединяется начинающая охотница на демонов Адзусу, выбравшая Ёко в свои наставницы.

## Персонажи
Ёко Мано (яп. 真野妖子 Мано Ё:ко) — главная героиня. Легко влюбляется в хоть сколько-то выделяющихся парней, которые если и отвечают ей взаимностью, то только по причине того что оказываются одержимы демонами охотящимися за девушкой. Ещё до того как получить звание охотницы на демонов, мама Ёко уже потеряла девственность, а вместе с ней и право быть охотницей. Таким образом, Ёко унаследовала семейное дело непосредственно от бабушки, став 108 охотницей в роде Мано.
Сэйю: Ая Хисакава
Мадока Мано (яп. 真野マドカ Мано Мадока) — бабушка Ёко, 107-я охотница за демонами. В противовес своей дочери подстрекающей Ёко как можно быстрее расстаться с девственностью, изначально требовала от Ёко целомудрия, так как в противном случае та не смогла бы стать охотницей на демонов. Несмотря на то что в конце первой OVA Мадока утверждала что раз Ёко уже вступила в должность, в дальнейшем воздержании нет никакой необходимости, впоследствии она вновь стала требовать от Ёко хранить девственность до свадьбы.
Сэйю: Юдзи Мицуя, Сатоми Короги (форма юной девушки)
Саёко Мано (яп. 真野小夜子 Мано Саёко) — мама Ёко. Будучи ещё в возрасте Ёко, уже потеряла девственность с своим будущим мужем и пытается склонить дочь на столь же раннее начало сексуальных отношений. Формально Саёко должна была бы стать 108 охотницей на демонов, но потеряв девственность, она потеряла и право быть охотнцей.
Сэйю: Хироми Цуру
Тикако Огава (яп. 小川千賀子 Огава Тикако) — лучшая подруга Ёко, взявшая на себя роль её менеджера.
Сэйю: Тиэко Хонда
Адзуса Кандзаки (яп. 神崎あづさ Кандзаки Адзуса) — начинающая охотница на демонов, избравшая своей наставницей Ёко. В отличие от Ёко сражается неважно, но умеет колдовать по книге заклинаний.
Сэйю: Конами Ёсида
Аяко Мано — внучка сестры-близнеца Мадоки, Тикаки. Так как в своё время Тикаки по чистой случайности проиграла Мадоке в бою за право стать охотницей за демонами, Аяко была воспитана как соперница Ёко и исключительно с целью отобрать у Ёко титул охотницы за демонами. Аяко выглядит как двойник Ёко и действует в паре Адзусой-2, которая соответственно является двойником Адзусы работающей в паре с Ёко. Несмотря на то, что формально Аяко не имеет титула охотницы за демонами, она тем не менее сражается с ними наравне с Ёко и единственное отличие между ними сводится к тому, что Ёко и Адзуса при превращении используют красные костюмы, а их двойники — черные.
Сэйю: Ая Хисакава